# HIV/SIDA em Portugal
O primeiro caso da doença foi registado em Portugal em 1983. De 1983 a 2019 foram notificados 61.433 casos de infecção por HIV ou VIH (Vírus da Imunodeficiência Humana em português), dos quais 22.835 atingiram a fase SIDA. A análise das tendências temporais revela que entre 2008 e 2017 observou-se uma redução de 46% no número de novos casos de infecção por VIH e uma redução de 67% em novos casos de SIDA. Apesar do decréscimo mantido na última década, Portugal tem apresentado das mais elevadas taxas de novos casos de infecção VIH e SIDA da Europa Ocidental. 

## Evolução epidemiológica

### 1983
Em 1981 foi registado o primeiro caso de uma doença, que foi, na altura, classificada como uma "estranha pneumonia" ou um "cancro raro". O primeiro caso de SIDA diagnosticado em Portugal foi em Outubro de 1983, dois anos após a detecção da doença a nível mundial (casos anteriores terão sido observados desde 1979 na enfermaria de Doenças Infecciosas e Medicina Tropical do Hospital Egas Moniz, porém na altura não foram classificados como VIH/SIDA). Foram descritos em homossexuais masculinos caucasianos. A infecção VIH-1 terá entrado no país via Europa e África: pela Europa através de consumidores de drogas endovenosas; e a partir de África através de grupos de heterossexuais que haviam residido e tido comportamentos de risco no continente africano. A maioria dos infectados morria em poucos meses.

### 2013
No ano de 2013 foram diagnosticados quase três casos por dia de infecção por VIH/SIDA, o que equivale a um total de 1.093 situações e a uma taxa de 10,5 novas infecções por 100 000 habitantes. A percentagem de pessoas que tomavam conhecimento do seu estado seropositivo para o VIH quando iriam dar sangue era o mais elevado da Europa Ocidental, numa estimativa de 100 por cada milhão de habitantes. 
O relatório do Instituto Nacional de Saúde Dr. Ricardo Jorge (INSA) relativo à situação da doença a 31 de Dezembro de 2013 refere que 20,7% das situações diagnosticadas nesse ano já se encontravam no estado de SIDA. O número de novos diagnósticos em homens foi 2,4 vezes superior ao das mulheres, com a idade mediana à detecção da infecção a ser de 40 anos.
O modo de transmissão mais frequente do VIH foi o contacto heterossexual, referido em 61% dos casos, com a transmissão por relações sexuais entre homens a surgir em 43% dos novos casos. Os homossexuais tendem a ser mais jovens que os heterossexuais à data do diagnóstico, com metade a terem menos de 32 anos. 
A transmissão por consumo de droga representou sete por cento dos diagnósticos. No que se refere à infecção nas crianças, desde o diagnóstico do primeiro caso pediátrico, em 1984, foram notificados 479 casos até 2013 com igual distribuição entre sexos e com o modo de transmissão mais frequente a ser o contágio mãe-filho.

### 2015
Em 2015 foram diagnosticados 990 novos casos de infecção por VIH em Portugal e no final do ano encontravam-se registados, cumulativamente, 54.297 casos, dos quais 21.177 no estádio SIDA. As tendências revelaram um decréscimo acentuado dos casos de infecção associados a consumo de drogas, aumento de novos casos em jovens do sexo masculino que têm sexo com homens e uma elevada percentagem de diagnósticos tardios, particularmente em heterossexuais.

### 2018
Em 2018 foi anunciado que Portugal atingiu praticamente todos os objectivos estabelecidos no programa das Nações Unidas para o VIH/SIDA - ONUSIDA, conhecido como 90/90/90. O programa pretende que, até 2020, 90 por cento das pessoas com VIH/SIDA estejam diagnosticadas, que 90 por cento dos diagnosticados estejam em tratamento e que 90 por cento dos que estão em tratamento atinjam uma carga viral indetectável ao ponto de ser impossível transmitir a infecção. "Exemplar" é o adjectivo escolhido pelo coordenador do programa de Doenças Transmissíveis da OMS, Masoud Dara, que coloca assim Portugal ao lado de países como a Dinamarca, a Islândia, a Suécia, a Grã-Bretanha e a Irlanda do Norte, que já alcançaram a meta dos 90-90-90. Assim, em Portugal mais de 90 por cento das pessoas com VIH estão diagnosticados, e mais de 90 por cento das que estão em tratamento já não transmitem a infecção.

### 2019
O número de novos casos de infecção por VIH voltou a descer em 2019, mantendo-se a tendência de decréscimo que já se verificava desde o ano 2000. De 1 de Janeiro de 2019 a 31 de Dezembro de 2019 foram diagnosticados 778 novos casos de infecção por VIH, menos 331 casos do que no ano de 2018. Além da redução no número anual de novos diagnósticos de infecção, neste ano destacou-se também uma percentagem de diagnósticos tardios inferior a 50%. 
A maioria (69,3%) dos novos casos de infecção por VIH registou-se em homens (2,3 casos por cada caso comunicado em mulheres) e a mediana das idades à data do diagnóstico foi de 38 anos. Em 24,1% dos novos casos, os indivíduos tinham idade igual ou superior a 50 anos. Embora a transmissão heterossexual se tenha mantido como a mais frequente, os casos em Homens que têm Sexo com Homens (HSH) constituíram a maioria dos novos diagnósticos em homens.

### 2020
O relatório sobre o VIH em Portugal só será divulgado em 2022 devido ao impacto da pandemia de covid-19 na actualização e manutenção dos dados nacionais. O Programa Nacional para as Infecções Sexualmente Transmissíveis e Infecção pelo VIH garante que o relatório será disponibilizado até 30 de Abril de 2022, para o que conta com o compromisso dos Serviços Partilhados do Ministério da Saúde, em solucionar as disfuncionalidades actuais do programa informático SI.VIDA, essencial para a recolha, gestão e divulgação da realidade da epidemia VIH em Portugal. Foram notificados menos de 500 novos casos, devido a inconsistências do sistema informático.

## Desfavorecimento geográfico de Portugal
O VIH-1 tornou-se a principal causa de infecção por VIH, estando distribuído por todo o mundo. O VIH-2, endémico em alguns países da África Ocidental,  de onde eram os doentes em que foi identificado, caracteriza-se por ter um período de incubação mais lento, não tendo uma distribuição tão global devido à sua menor transmissibilidade. Portugal, devido à sua associação histórica com Guiné-Bissau, tem uma prevalência de cerca de 3% de infecções por VIH-2. 
Estima-se que em 2013, 21% dos novos casos notificados de infecção por VIH em Portugal tenham ocorrido em populações migrantes. Do total de casos de infecção pelo VIH em migrantes diagnosticados no país entre os anos de 1983 e 2013, 62% eram oriundos da região da África Subsariana. Embora não se saiba ao certo qual a origem dos VIH-1 e 2 sabe-se que uma grande família de retrovírus relacionados a eles está presente em primatas não-humanos na África Subsariana.

## Luta contra o VIH/SIDA
O Ministério da Saúde criou, em 1985, o Grupo de Trabalho da SIDA, com o objectivo de recolher informação sobre novos casos de infecção, analisar diagnósticos e implementar estratégias nacionais de prevenção. O avanço da epidemia forçou a reformulação de um grupo de operações, criando-se, em 1989, a Comissão Nacional de Luta Contra a SIDA (CNLCS). A CNLCS focava-se em acções nas vertentes preventiva, educativa, assistencial, de investigação, aconselhamento e acompanhamento. Em 1993 é aprovado o Plano Nacional de Luta Contra a SIDA, e em 1998 o Centro de Rastreio Anónimo da Infecção VIH. Em Agosto de 2005 a CNLCS é extinta com o propósito de implementar um modelo mais estruturado e organizativo que permitisse a total gestão eficiente de programas.
Em 2007 é criado o Conselho Nacional para a Infecção VIH/SIDA, uma estrutura consultiva que reúne o governo, as organizações não governamentais, e os serviços de saúde locais que trabalhem no domínio do VIH/SIDA para recolhimento de informações e uma suposta resposta eficaz à epidemia nacional. 
Actualmente a Segurança Social presta serviços orientados para as pessoas infectadas com o VIH/SIDA e suas famílias, com vista a promover a autonomia, a integração social e a saúde.

## Direitos dos seropositivos
Os portadores do VIH, no enquadramento doutrinário e legal, possuem o direito à reserva da intimidade e da vida privada, o direito ao sigilo médico, o respeito pela vida privada e familiar, o direito ao trabalho, a protecção de dados pessoais, o direito à protecção legal contra quaisquer formas de discriminação e o direito à liberdade, à integração física e à segurança.

## Tratamento
O tratamento não pode curar, mas ajuda as pessoas com VIH a viver mais e com mais saúde, reduzindo também o risco de transmissão a outras pessoas. Em Portugal o tratamento é gratuito e está disponível através das consultas de especialidade no Sistema Nacional de Saúde.